# D-Block & S-Te-Fan
D-Block & S-te-Fan (Diederik Bakker i Stefan den Daas)- duet DJ muzyki Hardstyle pochodzących z Holandii. Współpracę rozpoczęli w 2004 roku.
Diederik Bakker dorastał tworząc muzykę elektroniczną wraz ze swym ojcem. Natomiast inspiracja Stefana pochodziła głównie z Happy Hardcore'u, którego był fanem.
D-Block & S-te-Fan szybko zyskali rozgłos. Grali na większości ważnych eventów Hardstyle'owych, jak Qlimax, DefQon 1, czy Q-Base.
W 2009 roku nagrali hymn Qlimax'u zatytułowany The Nature Of Our Mind.

## Albumy
| Rok  | Tytuł |
| ---- | --- |
| 2005 | Fresh New Beat - data wydania: 23 Listopada - wytwórnia: Danamite - nośnik: Płyta gramofonowa 12″                                         |
| 2006 | Dana Album Sampler - data wydania: Marzec - wytwórnia: Danamite - nośnik: Płyta gramofonowa 12″                                           |
| 2006 | Keep It Coming / Our Way - data wydania: 13 Listopada - wytwórnia: Next Chapter - nośnik: Płyta gramofonowa 12″                           |
| 2007 | Guilty - data wydania: 23 Maja - wytwórnia: Next Chapter - nośnik: Płyta gramofonowa 12″                                                  |
| 2008 | Evolutionz / Part Of The Hard - data wydania: 15 Kwietnia - wytwórnia: Scantraxx Evolutionz - nośnik: Płyta gramofonowa 12″               |
| 2008 | Ride With Uz / Stronger - data wydania: 4 Czerwca - wytwórnia: Scantraxx Evolutionz - nośnik: Płyta gramofonowa 12″                       |
| 2008 | Kingdom / Total Eclipz - data wydania: 1 Lipca - wytwórnia: Scantraxx Evolutionz - nośnik: Płyta gramofonowa 12″                          |
| 2009 | Creation Of Life - z udziałem DJ Coone - data wydania: 21 stycznia - wytwórnia: Zoo Records - nośnik: Płyta gramofonowa 12″               |
| 2009 | Music Made Addict / Shallow Planet - data wydania: 30 marca - wytwórnia: Scantraxx Evolutionz - nośnik: Płyta gramofonowa 12″             |
| 2009 | Rock Diz / In Other Wordz - z udziałem Deepack - data wydania: 4 września - wytwórnia: Scantraxx Reloaded - nośnik: Płyta gramofonowa 12″ |
| 2009 | Music Made Addictz - data wydania: 25 września - wytwórnia: Cloud 9 Dance - nośnik: CD                                                    |
| 2009 | Music Made Addictz - Album Sampler 001 - data wydania: 5 października - wytwórnia: Scantraxx Evolutionz - nośnik: Płyta gramofonowa 12″   |
| 2009 | Music Made Addictz - Album Sampler 002 - data wydania: 26 października - wytwórnia: Scantraxx Evolutionz - nośnik: Płyta gramofonowa 12″  |
| 2009 | The Nature Of Our Mind (Qlimax Anthem 2009) - data wydania: 10 Listopada - wytwórnia: Q-Dance - nośnik: Płyta gramofonowa 12″             |
| 2009 | Music Made Addictz - Album Sampler 003 - data wydania: 16 Listopada - wytwórnia: Scantraxx Evolutionz - nośnik: Płyta gramofonowa 12″     |
| 2009 | Qlimax - The Nature Of Our Mind - Mix CD by D-Block & S-te-Fan - data wydania: 27 Listopada - wytwórnia: Dance Tunes BV - nośnik: CD      |
| 2009 | Music Made Addictz - Album Sampler 004 - data wydania: 14 Grudnia - wytwórnia: Scantraxx Evolutionz - nośnik: Płyta gramofonowa 12″       |
| 2010 | A Decade Of Dedication - data wydania: 9 Sierpnia - wytwórnia: Q-Dance                                                                    |
| 2010 | Together / Alone - data wydania: 5 Kwietnia - wytwórnia: Scantraxx Evolutionz - nośnik: Płyta gramofonowa 12″                             |
| 2010 | Anger / Revelation - data wydania: 20 Sierpnia - wytwórnia: Scantraxx Evolutionz                                                          |
| 2011 | Speed Of Sound feat. Isaac - data wydania: 1 Marca - wytwórnia: X-Rate Records                                                            |
| 2011 | Loopmachine - data wydania: 1 Marca - wytwórnia: Scantraxx Evolutionz                                                                     |
| 2011 | Rockin Ur Mind - data wydania: 1 Kwietnia - wytwórnia: Scantraxx Evolutionz                                                               |
| 2011 | Evolutionz (2011 Re-Fixx) / Part Of The Hard (Bioweapon Rmx) - data wydania: 29 Kwietnia - wytwórnia: Scantraxx Evolutionz                |
| 2011 | Madhouse feat. Zatox - data wydania: 16 Maja - wytwórnia: Scantraxx Evolutionz                                                            |
| 2011 | The Magical Mystery Ft. MC Villain - data wydania: 6 Czerwca - wytwórnia: Scantraxx Evolutionz                                            |
| 2011 | Underground Tacticz - data wydania: 20 Czerwca - wytwórnia: Scantraxx Evolutionz                                                          |
| 2011 | In The Air feat. Isaac - data wydania: 29 Sierpnia - wytwórnia: X-Rate Records                                                            |
| 2011 | Show Me The Way - data wydania: 20 Września - wytwórnia: Scantraxx Evolutionz                                                             |
| 2011 | Alone (2011 Refixx) - data wydania: 7 Listopada - wytwórnia: Scantraxx Evolutionz                                                         |
| 2011 | The Dream Goes On feat. Deepack - data wydania: 10 Listopada - wytwórnia: Hardcopy Records                                                |
| 2012 | Take Me There / Our Music - data wydania: 13 Kwietnia - wytwórnia: Scantraxx Evolutionz                                                   |
| 2012 | Rebel - data wydania: 29 Października - wytwórnia: Scantraxx Evolutionz                                                                   |
| 2013 | Twisted Mind Fantasy - data wydania: 11 Stycznia - wytwórnia: Scantraxx Evolutionz                                                        |
| 2013 | X Gonna Give It To Ya feat. MC Villain - data wydania: 15 Lutego - wytwórnia: Scantraxx Evolutionz                                        |
| 2013 | Save Our Dreams feat. The Pitcher & DV8 Rocks! - data wydania: 15 Maja - wytwórnia: Fusion Records                                        |
| 2013 | From The Hard E.P. - data wydania: 24 Czerwca - wytwórnia: Scantraxx Evolutionz                                                           |
| 2013 | Next Level - data wydania: 29 Listopada - wytwórnia: Scantraxx Evolutionz                                                                 |
| 2013 | Built This City - data wydania: 16 Grudnia - wytwórnia: Derailed Traxx                                                                    |